# Балабанович, Евгений Зенонович
Евгений Зенонович Балабанович(1906, Санкт-Петербург — 1980) — советский литературовед, музеевед.

## Биография
Окончил факультет литературы и искусства МГУ.
Кандидат филологических наук.
Член СП СССР (1949).
Сотрудник Музея А.П. Чехова и Литературного музея при ГБЛ (с 1930), старший научный сотрудник Государственного литературного музея (с 1934), один из создателей и старший научный сотрудник отдела ГЛМ «Дом-музей А. П. Чехова» (1954—1969).